# Касаткина, Розалия Францевна
Роза́лия Фра́нцевна Каса́ткина (фамилия до 1982 Пауфоши́ма; 31 августа 1934, Москва — 9 июня 2025, там же) — советский и российский лингвист, диалектолог, фонетист, доктор филологических наук, главный научный сотрудник отдела фонетики Института русского языка РАН, лауреат премии имени А. С. Пушкина (2016).

## Биография
В 1958 году окончила филологический факультет МГУ.
В 1962 году окончила аспирантуру Института русского языка АН СССР.
В 1965 году Р. Ф. Пауфошима защитила кандидатскую диссертацию «Экспериментально-фонетическое исследование фонетики одного севернорусского говора» (научный руководитель — С. С. Высотский).
В 1988 году защитила докторскую диссертацию «Русская диалектная суперсегментная фонетика».
Научные интересы: русская диалектная и литературная фонетика, орфоэпия, история языка. Представитель московской фонологической школы.

## Семья
Муж (с 1982) — Леонид Касаткин (1926—2020) — лингвист, специалист по фонетике русского языка и диалектологии.

## Награды
- Премия имени А. С. Пушкина (совместно с Л. Л. Касаткиным и М. Л. Каленчук, за 2016 год) — за «Большой орфоэпический словарь русского языка. Литературное произношение и ударение начала XXI века: норма и её варианты»